# سیکله‌زونید
سیکله‌زونید (انگلیسی: Ciclesonide) یک گلوکوکورتیکوئید است که برای درمان آسم و رینیت آلرژیک استفاده می‌شود.  
عوارض جانبی این دارو شامل سردرد، خونریزی بینی و التهاب پوشش های بینی و گلو است.